# 4-Metildifenilmetano
4-Metildifenilmetano, 4-benziltolueno, p-benziltolueno, p-tolilfenilmetano, fenil-p-tolilmetano ou 1-metil-4-benzilbenzeno é o composto orgânico de fórmula C14H14 e massa molecular 182,26. Apresenta densidade de 0,97 g/cm3. É classificado com o número CAS 620-83-7, CBNumber CB2406310 e MOL File 620-83-7.mol.